# Francesco Masini
Francesco Masini is een Italiaanse architect en beeldhouwer uit de tweede helft van de 16e eeuw.

## Werken
Masini maakte onder meer:
- 1591: Fontein op de Piazza di Popolo (1300) in Cesena.
- 1597: Torre Pretoria in Cesenatico, een twintig meter hoge toren op de oostelijke pier van de haven. Bovenin was het licht van de vuurtoren, verder werd de toren gebruikt ter bescherming van de haven.[1]

- Gemeinsame Normdatei: 131747789
- International Standard Name Identifier: 0000 0000 1947 897X
- Union List of Artist Names: 500052378
- Virtual International Authority File: 96031035